# Renee Rosnes

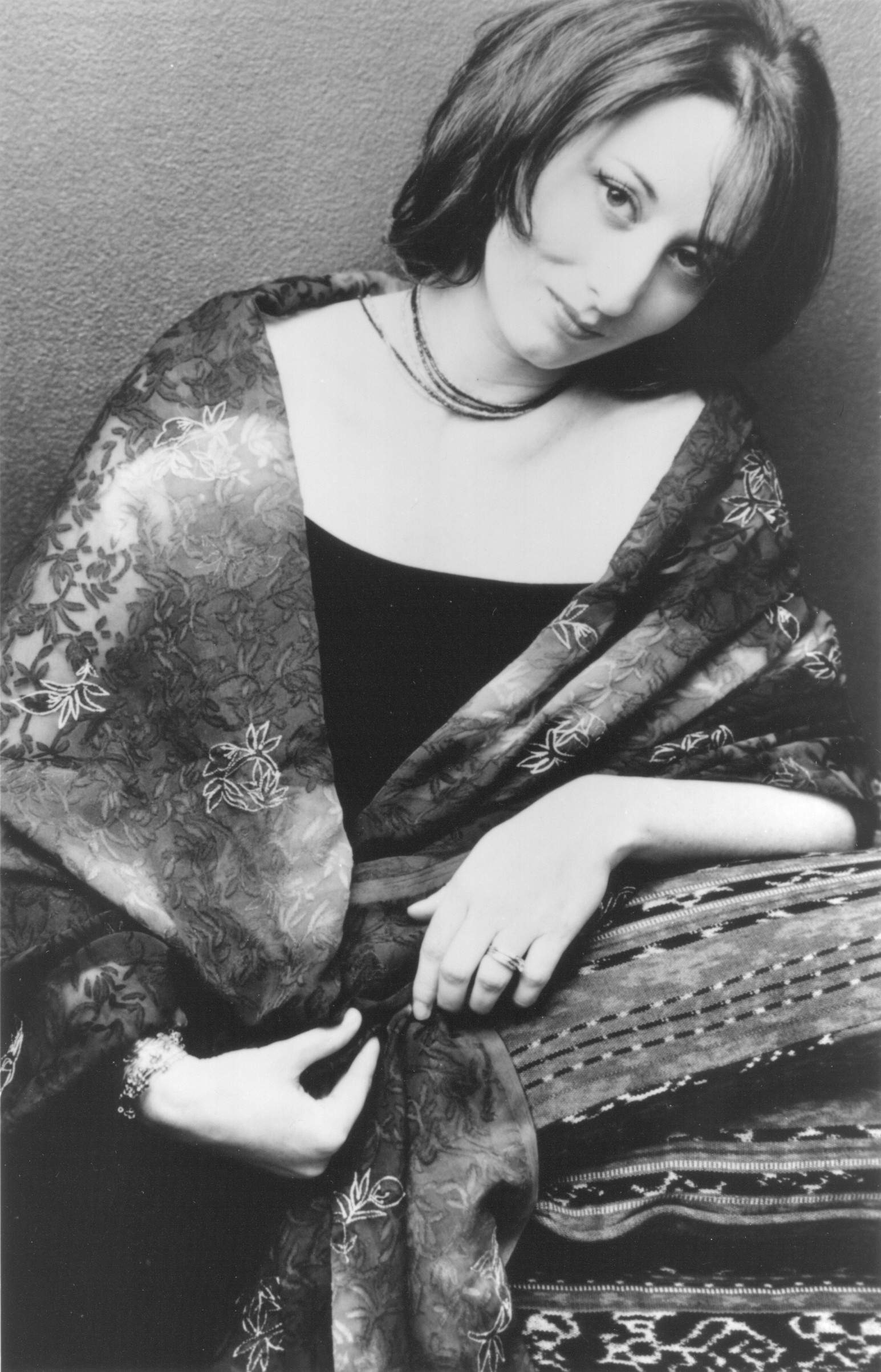
Renee Rosnes

 Renee Rosnes (* 24. März 1962 in Regina, Saskatchewan als Irene Louise Rosnes) ist eine kanadische Jazzpianistin und -komponistin.

## Leben und Wirken
Rosnes ist in Vancouver aufgewachsen, hatte vom dritten Lebensjahr an Klavierunterricht und wurde später auch als Violinistin ausgebildet. Sie studierte an der Royal Academy of Music und an der University of Toronto. Anschließend arbeitete sie mit ihrem Trio als Begleiterin von Gastsolisten wie Joe Farrell, Woody Shaw, Dave Liebman oder Steve Turré, aber auch als Schiffsmusikerin. 1985 zog sie nach New York City und spielte mit Out of the Blue, Gary Thomas, Robin Eubanks, Bobby Hutcherson, Joe Henderson, J. J. Johnson, James Moody und Wayne Shorter. Auf ihrem Debütalbum spielte sie mit Shorter, Herbie Hancock und Branford Marsalis Duos ein. Anschließend legte sie regelmäßig eigene Produktionen vor, die in Nordamerika sehr erfolgreich waren. Daneben arbeitete sie mit dem Lincoln Center Jazz Orchestra, mit der Carnegie Hall Jazz Band von Jon Faddis und mit The Drummonds (gemeinsam mit ihrem Exmann Billy Drummond und dem nichtverschwägerten Ray Drummond). Zu hören war sie auch auf George Mraz’ Duke’s Place (1999).
Von 2004 bis 2009 trat Rosnes mit dem San Francisco Jazz Collective auf. Mit Cécile McLorin Salvant, Ingrid Jensen, Melissa Aldana, Allison Miller, Noriko Ueda und Anat Cohen bildete sie für eine Europa-Tournee das von ihr geleitete Septett Artemis, das 2020 das gleichnamige Album veröffentlichte. 2023 folgte in etwas veränderter Besetzung das Artemis-Album In Real Time. Außerdem war sie an Einspielungen von Vincent Herring, Greg Osby, Bobby Watson, Marian McPartland, George Mraz, Niels-Henning Ørsted Pedersen und des SFJazz Collective beteiligt, 2020 wirkte sie bei Franco Ambrosettis Album Lost Within You mit.
Seit 1991 wurde sie im Down-Beat-Poll mehrfach als wichtiges neues Talent gewürdigt. Bisher wurde sie sechsmal für den kanadischen Juno Award nominiert, den sie für drei ihrer Plattenproduktionen im Bereich des zeitgenössischen, teilweise auch des Mainstream Jazz erhielt. Bei den Juno Awards 2017 gewann sie diesen in der Kategorie Jazz Album of the Year – Solo für ihr Album Written in the Rocks, bei den Juno Awards 2023 für Kinds of Love.
Seit 2007 ist sie in zweiter Ehe mit dem Jazzpianisten Bill Charlap verheiratet.

## Diskografie (Auswahl)
- 1988: With a Little Help From My Friends (Blue Note. 1988–95)
- 1989: Face to Face
- 1992: Without Words (Juno Award – zeitgenössischer Jazz)
- 1997: As We Are Now (Blue Note) – (Juno Award – Mainstream)
- 2002: Life on Earth (Blue Note) – (Juno Award – Mainstream)
- 2005: A Time for Love (Video Arts Music)
- 2010: Double Portrait, mit Bill Charlap (Blue Note)
- 2021: Kinds of Love

## Lexigraphische Artikel
- Martin Kunzler: Jazz-Lexikon. Band 2: M–Z (= rororo-Sachbuch. Bd. 16513). 2. Auflage. Rowohlt, Reinbek bei Hamburg 2004, ISBN 3-499-16513-9.
- Renee Rosnes. In: The Canadian Encyclopedia. (englisch, französisch).